# Аполло Крюс
Сесу Юха (англ. Sesugh Uhaa, род. 22 августа 1987, Сакраменто, Калифорния) — американский рестлер, выступающий в WWE под именем Аполло Крюс (англ. Apollo Crews).
Он начал свою карьеру в 2009 году, первоначально выступая под именем Юха Нейшн, а прорыв произошел в 2011 году, когда он был подписал контракт с американским промоушеном Dragon Gate USA, что также привело к его первой поездке в Японию для работы в Dragon Gate.
Он подписал контракт с WWE в 2015 году и был назначен на бренд NXT, где получил свое нынешнее имя. В апреле 2016 года он был переведен в основной ростр WWE, где в мае 2020 года выиграл титул чемпиона Соединенных Штатов, а затем завоевал интерконтинентальное чемпионство на WrestleMania 37.

## Ранние годы
Родился в Сакраменто, штат Калифорния. Юха вырос в Атланте, штат Джорджия и c раннего возраста влюбился в профессиональный рестлинг. Он был большим поклонником Стива Остина, Рока и, особенно, Курта Энгла. Юха попал в военную школу, где начал осваивать различные виды спорта: футбол, регби, легкая атлетика. Во время силовых тренировок он получил прозвище «Юха Нейшен» (англ. Nation — Нация), после того, как его тренер отметил, что он был «силен как целая и единая нация».

## Профессиональная карьера в рестлинге

### Ранняя карьера
После окончания колледжа Юхе пришлось искать работу, так как ему нужно было расплачиваться занятия рестлингом требовали серьезных затрат. Он начал обучение про-рестлингу в 21 год под руководством Кёртиса «Mr.» Хьюза в World Wrestling Alliance 4 (WWA4) в Атланте. Сесу Юха дебютирует 17 августа 2009 года под именем Юха Нейшн на хаус-шоу в Атланте.

### Dragon Gate (2011—2015)
9 сентября 2011 года, Юха принял участие в пробном семинаре, организованном промоушеном Dragon Gate USA. Он так понравился руководству, что они без раздумий подписали с ним контракт. Данный контракт предполагал выступления не только для Dragon Gate USA, но и для филиалов данного промоушена — Evolve и Full Impact Pro (FIP). В тот же день, Юха дебютировал в Dragon Gate и совершил свой первый матч против Аарона Драйвена, в котором одержал победу. 29 октября, Юха совершил своё первое появление на Full Impact Pro, где победил Джейка Мэннинга в бою за титул FIP Florida Heritage Championship. 30 ноября Юха совершил свой дебют в Японии для Dragon Gate, где проиграл свой матч Котоке за 99 секунд. В конце 2011 года, Dragon Gate USA назвали Юху новичком года. Он также занял второе место, после Даити Хасимото, в категории новичок года по версии WON.
Покинув Японию, Юха вернулся в США, где, 14 января 2012 года, дебютировал в Evolve. В дебютном матче для данного промоушена он одержал победу над Пинки Санчесом. 29 марта, во время трехстороннего командного матча Юха получает травму колена, которая выводит его из рестлинга почти на целый год. Он вернулся на ринг 1 февраля 2013 года, на Full Impact Pro в Everything Burns iPPV, где он успешно защитил свой титул FIP Florida Heritage Championship против Чейсена Ранса. После этого выступал в Японии, а 23 мая подписал новый контракт с Dragon Gate USA.
1 марта 2015 года потерпел поражение в матче за титул Dream Gate Championship против Халка и объявил о том, что это был его последний матч в рамках промоушена Dragon Gate USA.

### WWE

#### NXT (2014—2016)
В октябре 2014 года, Юха принял участие в подготовительном лагере WWE, после чего, ему предложили контракт с дальнейшим развитием. Начиная с 31 декабря 2014 года, несколько источников сообщили, что Юха пришёл к соглашению по контракту с WWE. Юха перешёл в подготовительный центр NXT и, 6 апреля 2015 года, WWE публично объявили о том, что Юха стал новым участником жёлтого бренда. Он совершил свой дебют на ТВ 6 мая, где в сегменте подписал свой контракт с Уильямом Ригалом. Юха начал работать на хаус шоу NXT под своим прежним именем «Юха Нейшн». 5 августа было объявлено о том, что Юха изменит своё имя на ринге и теперь будет выступать как «Аполло Крюс». Его дебют на ТВ был назначен на 22 августа на NXT TakeOver: Brooklyn. На NXT TakeOver: Brooklyn, Крюс одержал победу над Таем Диллинджером в своем дебютном матче. На записях NXT 8 октября, Крюс выиграл матч и стал претендентом #1 за главный титул NXT. 22 октября у Крюса был матч против Финна Балора, в котором он победил по дисквалификации, что означало, что титул остается у Балора. Дисквалификация произошла из-за вмешательства Барона Корбина, который напал на Крюса. Всё это вылилось в матч на NXT TakeOver: London, который прошёл 16 декабря. Именно этот матч оказался первым ТВ поражением для Аполло Крюса.

#### Основной ростер (2016-н.в.)
После своего дебюта в WWE Крюс начал фьюд с Шеймусом, который олицетворял противостояние новой и старой эры.
После неудачной попытки завоевать интерконтинентальное чемпионство WWE на SummerSlam 2016 начал вражду против Барона Корбина.
В мае 2020 на Raw стал Чемпионом США, победив Андраде Алмаса.
В феврале 2021 Крюс сменил образ, в которой объявил о своих нигерийских корнях. Он начал говорить с нигерийским акцентом в своих промо, чтобы «принять того, кто он есть на самом деле», и начал выходить на ринг с копьем и двумя нигерийскими «элитными гвардейцами». 2 апреля на SmackDown бросил вызов Биг И на «нигерийскую драку с барабанами» на «Рестлмании 37» за титул интерконтинентального чемпиона WWE. На «Рестлмании 37» Крюс победил Биг И с помощью Командира Азиза (Бабатунде Айегбуси) и выиграл титул.

## Титулы и достижения
- WWE
  - Интерконтинентальный чемпион WWE (1 раз)[4]
  - Чемпион Соединённых Штатов WWE (1 раз)[5]

- Dragon Gate
  - Open the Twin Gate Championship (1 раз) — вместе с BxB Hulk[6]
- Dragon Gate USA
  - Лучший новичок (2011)
- Full Impact Pro
  - FIP Florida Heritage Championship (1 раз)[7]
- Great Championship Wrestling
  - GCW Heavyweight Championship (1 раз)[8]
- Preston City Wrestling
  - PCW Heavyweight Championship (1 раз)
- Pro Wrestling Illustrated
  - PWI поставили его на 65 место в списке 500 лучших рестлеров по версии PWI в 2021 году[9]